# Valence (Drôme)
Valence (in occitano Valença), in italiano anche Valenza, è un comune francese di 64 483 abitanti nella Drôme, in Alvernia-Rodano-Alpi.
Il nome degli abitanti di Valence è Valentinois, ma Valentinois è anche il nome di una delle antiche province francesi con capoluogo proprio questa città e facente parte della più ampia provincia del Delfinato.

## Geografia fisica
Valence si trova sulla riva sinistra del Rodano, al centro dell'asse nord-sud della valle del fiume. Si trova a 90 km a sud di Lione e a 110 km a nord di Avignone.

## Storia

### Epoca romana
Dopo la conquista di Giulio Cesare della Gallia, tra gli altri insediamenti fu fondata, tra il 50 a.C. e il 30 a.C., la colonia romana di Valentia Julia. Situata su un'altura lungo la riva sinistra del Rodano, la posizione della città era strategica, posta all'incrocio di varie vie di comunicazione, quali principalmente la via Agrippa utile agli scambi nord-sud lungo il Rodano e vari altri percorsi commerciali est-ovest.
Come ogni città romana, l'impianto della colonia era ad assi ortogonali orientati secondo il cardo (la via Agrippa) ed il decumano. La città si sviluppa in età augustea, fornita di ogni struttura per gli spettacoli: anfiteatro e circo, teatro ed odeon. Negli anni del primo impero fu anche cinta di mura. Nel 413 è conquistata dai Visigoti ai quali, a fine secolo, seguono i Burgundi. Nel 533 diventa dominio dei Franchi.

### Medio Evo
Inclusa nel Regno di Borgogna, Valence entrò a far parte del Sacro Romano Impero nel 1032. Nel 1157, l'imperatore Federico Barbarossa confermò l'indipendenza dei vescovi della città e garantì loro la possibilità di continuare a esercitare il dominio feudale su Valence. I vescovi erano spesso in contrasto con gli abitanti di Valence e con i conti di Valentinois e, per rafforzare la loro posizione nei confronti di questi ultimi, nel 1275 il Papa unì il loro vescovato a quello di Die.
Nel 1396 Valence passò al Delfinato e nel 1449 i vescovi accettarono la sovranità feudale del re di Francia. Tre anni più tardi il Delfino Luigi, poi re Luigi XI, fondò un'università nella città. Il re Francesco I fece fortificare la città. Sotto il vescovo Jean de Monluc (1553-79), si diffuse a Valence il protestantesimo. La cittadina divenne così nel 1563 la capitale degli ugonotti della provincia. Con l'emamanzione del Editto di Fontainebleau l'economia ed il commercio locale subirono un duro colpo. Sulla scia della Rivoluzione francese, l'università fu abolita nel 1792. Nel 1799 Papa Pio VI morì a Valence, imprigionato qui. L'università verrà rifondata solo alla fine del XX secolo.

### XX secolo
Dopo il genocidio degli Armeni fra 1918 e 1921, molti appartenenti a quel popolo si rifugiarono in Francia e molti di essi proprio a Valence, per cui il 10% della popolazione è di discendenza armena.

## Monumenti e luoghi di interesse
- Cattedrale di Sant'Apollinare
- Chiesa di San Giovanni Battista
- Temple Saint-Ruff

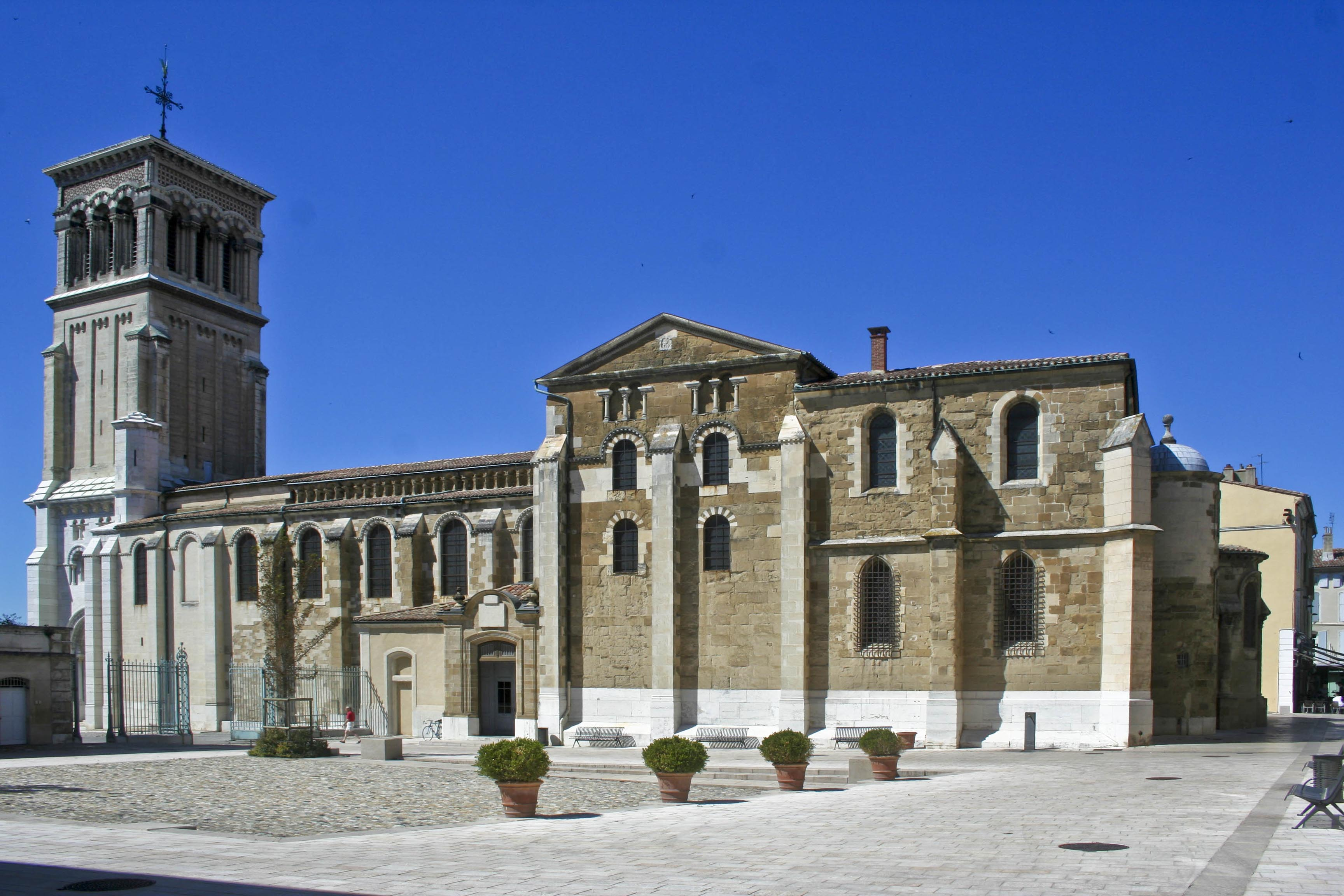
La Cattedrale di Valence, dedicata a Sant'Apollinare.

- Case del XVI secolo nella città vecchia: la Maison des Têtes e la Maison Duprès-Latour
- Le Pendentif (Monumento funerario rinascimentale)
- La Place des Clercs
- Il kiosque Peynet
- L'Hôtel Dupré-Latour
- Il Teatro Municipale (1837)
- La riva destra del Rodano e le rovine del castello di Crussol
- I castelli d'acqua di Valence le haut
- Musée d'art et d'archéologie

## Aree naturali
- Parc Jouvet
- Parc Jean-Perdrix

## Società

### Evoluzione demografica
Abitanti censiti

## Geografia antropica

### Cantoni
Fino al 2014 il territorio comunale era suddiviso in quattro cantoni e nessun altro comune vi era incluso.
A seguito della riforma approvata con decreto del 20 febbraio 2014, che ha avuto attuazione dopo le elezioni dipartimentali del 2015, i quattro cantoni vengono ridefiniti come segue:
- Cantone di Valence-1: comprende parte della città di Valence e i comuni di Bourg-lès-Valence e Saint-Marcel-lès-Valence
- Cantone di Valence-2: comprende parte della città di Valence e i comuni di Chabeuil, Malissard e Montélier
- Cantone di Valence-3: comprende parte della città di Valence e i comuni di Beaumont-lès-Valence, Beauvallon, Montéléger e Portes-lès-Valence
- Cantone di Valence-4: comprende parte della città di Valence

## Infrastrutture e trasporti

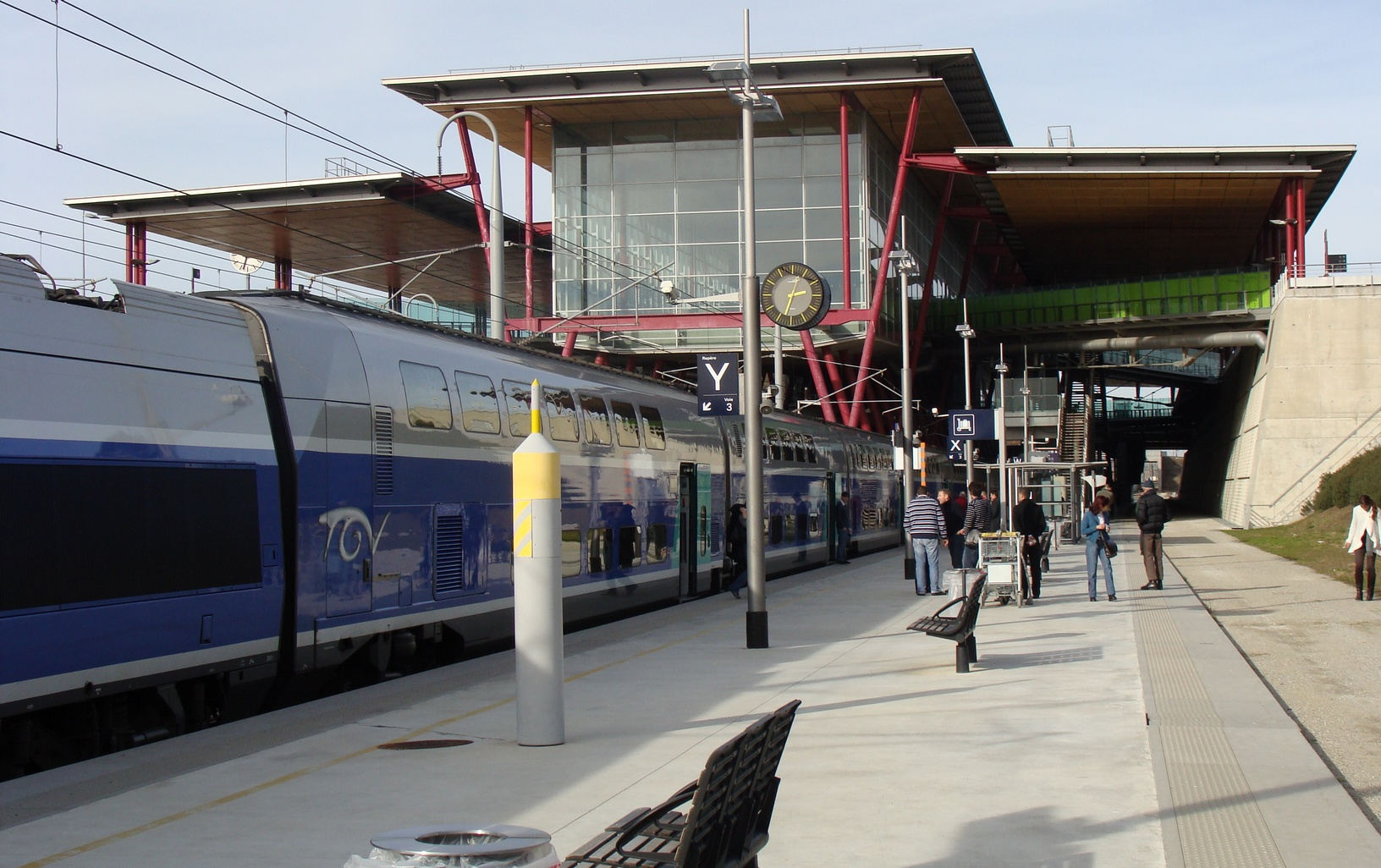
La stazione di Valence TGV Rodano-Alpi Sud

### Strade
Valence è un importante snodo stradale poiché situata all'intersezione tra l'autoroute A7, che l'attraversa da nord a sud, e l'autoroute A49 che consente i collegamenti verso Grenoble, la Savoia e l'Italia. Il tessuto urbano è attraversato parallelamente anche dalla RN 7. 

### Ferrovie
A 11 km a nord-est del centro sorge la Stazione di Valence TGV Rodano-Alpi Sud posta lungo la LGV Méditerranée. La città è servita anche dalla stazione di Valence Città, posta lungo la ferrovia Parigi-Marsiglia e capolinea della tratta regionale per Grenoble.

### Aeroporti
La città dispone anche dell'aeroporto di Valence-Chabeuil che però non è servito da voli commerciali.

## Amministrazione

### Gemellaggi

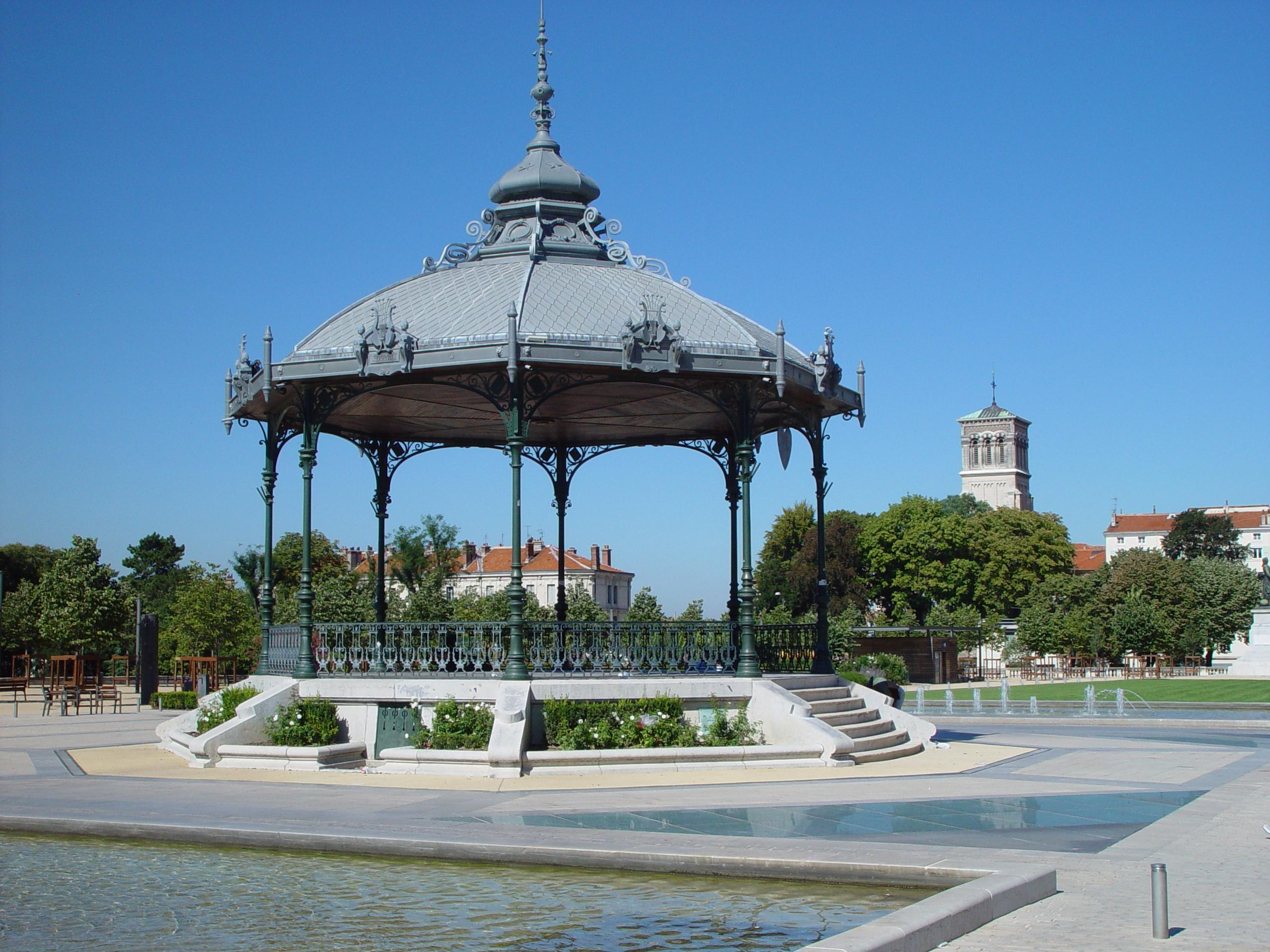
Il kiosque Peynet

- Asti, dal 1966
- Biberach an der Riss, dal 1967
- Clacton-on-Sea, dal 1969[5]
- Itchevan, dal 1996
- Gedera, dal 1997
- Batrun, dal 2005
- Erba, dal 2011